# 树河镇
树河镇，是中华人民共和国四川省凉山彝族自治州盐源县下辖的一个乡镇级行政单位。2020年6月，撤销甘塘乡，将原甘塘乡所属行政区域划归树河镇管辖。

## 行政区划
树河镇下辖以下地区：
核桃坪村、大水田村、白岭岗村、石门坎村、草坪村、团山村、春天坪村、竹林村、小槽村、官房村和麦地村。